# Quincy Breell
Quincy Breell (19 aprile 1992) è un lunghista arubano.

## Biografia
Ex giocatore di basket prima di dirigere la sua carriera sportiva verso l'atletica leggera e il salto in lungo dal 2011. Ha preso parte a 3 edizioni dei Mondiali, senza mai riuscire a conquistare la finale.
Breell detiene i record nazionali del salto in lungo.

## Palmarès
| Anno | Manifestazione          | Sede           | Evento         | Risultato | Prestazione | Note |
| ---- | ----------------------- | -------------- | -------------- | --------- | ----------- | ---- |
| 2011 | Giochi CARIFTA U20      | Montego Bay    | Salto in lungo | 4º        | 6,95 m      |      |
| 2011 | Campionati CAC          | Rio de Janeiro | 200 m piani    | Batteria  | 23"19       |      |
| 2011 | Campionati CAC          | Rio de Janeiro | Salto in lungo | 14º       | 6,69 m      |      |
| 2013 | Mondiali                | Mosca          | Salto in lungo | 28º (q)   | 7,10 m      |      |
| 2014 | Giochi sudamericani     | Santiago       | Salto in lungo | 11º       | 6,90 m      |      |
| 2014 | Giochi CAC              | Veracruz       | Salto in lungo | 7º        | 7,44 m      |      |
| 2015 | Campionati sudamericani | Lima           | Salto in lungo | 8º        | 7,30 m      |      |
| 2015 | Giochi panamericani     | Toronto        | Salto in lungo | 8º        | 7,70 m      |      |
| 2015 | Campionati NACAC        | San José       | Salto in lungo | 6º        | 7,52 m      |      |
| 2015 | Mondiali                | Pechino        | Salto in lungo | nm (q)    | nm (q)      |      |
| 2016 | Mondiali indoor         | Portland       | Salto in lungo | 13º (q)   | 7,25 m      |      |
| 2017 | Mondiali                | Londra         | Salto in lungo | 31º (q)   | 6,90 m      |      |
| 2018 | Giochi sudamericani     | Cochabamba     | Salto in lungo | 7º        | 7,36        |      |
| 2018 | Campionati NACAC        | Barranquilla   | Salto in lungo | 11º       | 6,93 m      |      |
| 2019 | Giochi panamericani     | Lima           | Salto in lungo | 10º       | 7,33 m      |      |